# Sillamäe
Sillamäe (historisk tysk: Sillamäggi) er en lille by med 12.352 (2024) indbyggere i det nordvestlige Estland ud til Den Finske Bugt ikke langt fra grænsen til Rusland.
Under Sovjettiden var det en lukket by primært pga. byens kemiske fabrik, der producerede brændselsstave og andet atomudstyr til sovjetiske atomkraftværker og våbenproduktion. I begyndelsen udvandt man uran herfra, men forsyningen blev efterhånden overtaget af en række andre lande i Østblokken, primært Tjekkoslovakiet. Herudover forarbejdede man i byen desuden uran hentet fra minen i det rumænske distrikt Bihor. Efter sigende skulle Sovjets første atombombe være blevet bygget med uran fra Sillamäe.
I 2005 fik byen en havn, hvorfra man året efter åbnede en færgerute til Kotka i Finland.